# (5863) Тара
(5863) Тара (лат. Tara) — околоземный астероид из группы Амура (III), который был открыт 7 сентября 1983 года американскими астрономами Кэролин и Юджином Шумейкерами в Паломарской обсерватории и назван в честь индийской богини звёзд Тары, одного из проявлений богини Кали.
- Орбита астероида Тара и его положение в Солнечной системе